# Замок Фернс

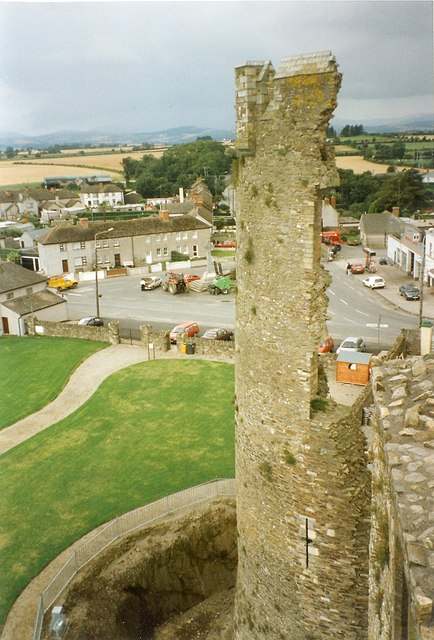
Руїни замку Фернс.

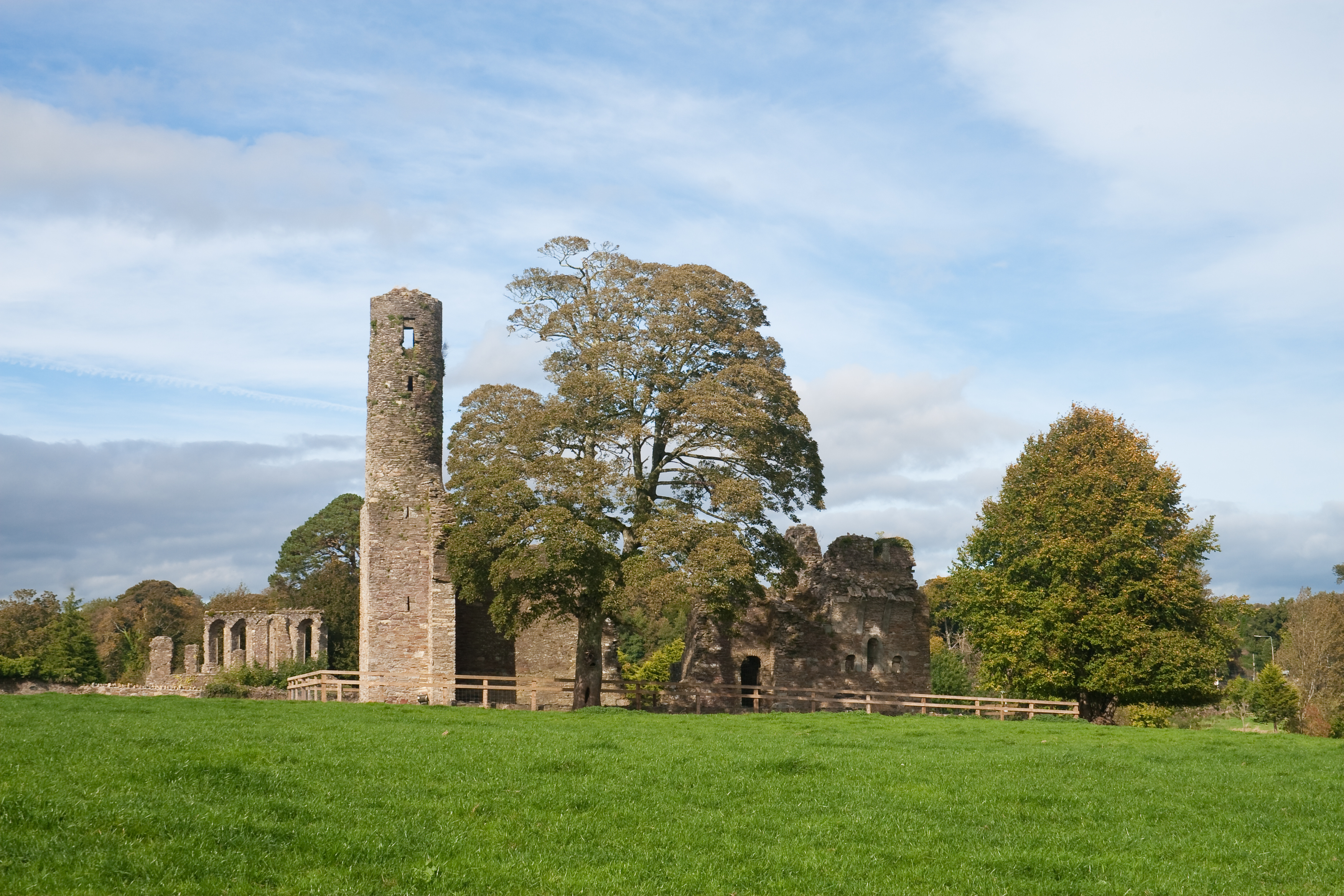
Руїни Августинського абатства.

Замок Фернс (англ. Castle Ferns, ірл. Caisleán na Fearna, Caisleán na Fearna Mór Maedhóg) — Кашлєн на Ферна Мор Медог — один із замків Ірландії, розташований у графстві Вексфорд, в одноіменному селищі Фернс (Ферна Мор Медог).

## Історія замку Фернс
Фортеця в селищі Фернс вперше була побудована ще VI столітті, коли в 598 році коли святий Могу Клонморський — святий Айдан заснував тут монастир і став єпископом Ферна. Місто Фернс стало столицею королівства Лейнстер (Лагін), тому фортеця мала стратегічне значення. Деякий час місто Ферна навіть ставало столицею Ірландії, коли королі Лейнстеру ставали Верховними королями Ірландії. Для свого часу Фернс було великим містом — до вторгнення вікінгів було найбільшим містом Ірландії. Після пожежі, яка знищила місто, місто скоротилося на третину. Місто простягалося вздовж річки Банн (притоки річки Слейн). Король Дермот Мак Мурроу заснував тут абатство Святої Марії — монастир августинців у 1158 році. Коли король помер у 1171 році він був похований там же.
Після англо-норманського завоювання Ірландії в кінці ХІІ століття місто Фернс теж було захоплене норманськими феодалами. У ХІІІ столітті Вільям — граф Маршалл побудував тут замок, що стоїть і донині. Вільям Маршалл був сином Вільяма Маршалла — І графа Пембрук. Спочатку замок Фернс являв собою велику квадратну вежу з круглими баштами по кутах. Потім замок добудовувався і перебудовувався. Тоді ж був побудований собор Святого Едена. Собор ХІІІ століття не зберігся, але біля нинішнього собору Святого Едена можна побачити руїни старого собору. У свій час собор хотіла відновити королева Англії Єлизавета І, але собор був відновлений тільки частково.
У 1641 році спалахнуло повстання за незалежність Ірландії. Олівер Кромвель жорстоко придушив повстання. Замок Фернс теж був ареною боїв і був сильно зруйнований.
Нині замок, храми і монастирі лежать у руїнах і нинішнє селище Фернс і тільки блідою тінню колись великої і славної фортеці Ірландії.
Замок Фернс мав три поверхи, вікна в східній стіні замку. На першому поверсі східної вежі є склепінчаста кругова каплиця, є вісім скульптур на даху каплиці. Вузькі гвинтові сходи ведуть до самої вершини вежі, звідки відкривається чудовий вид на навколишню місцевість.